# 阿沙哈里·穆罕默德
哈吉阿沙哈里·穆罕默德（1937年10月30日—2010年5月13日）是馬來西亞伊斯蘭團體澳爾根的領導人，該團體在1980年代和1990年代初期頗受矚目。1994年10月21日，馬來西亞聯邦政府以澳爾根的教義和活動為由將其取締。阿沙哈里與該組織的其他成員在泰國被捕，隨後被送回馬來西亞，並根據《內安法令》遭到拘留。他從1994年一直被拘留到2004年。在這段期間，阿沙哈里公開放棄他的觀點，而法律程序並沒有包括對指控的正式辯護。
阿沙哈里被其追隨者稱為Abuya（阿拉伯語「父親」的意思）。他的外貌與眾不同，他戴著纏頭巾，穿著綠色的澳爾根長袍，眼睛有眼影。

## 生平
阿沙哈里結過五次婚，曾一度同時擁有四個妻子。他的第一段婚姻是在1959年與哈斯娜·本提·哈吉·薩利姆（Hasnah binti Haji Salim）結婚，最後在1985年離婚。他於1978年與東姑諾莉雅·東姑阿都拉（Tengku Noriah Tengku Abdullah）結婚，之後於1980年與羅基亞·莫哈·拉迪（Rokiah Mohd Radhi）和哈迪雅·阿姆（Khadijah Aam）結婚。羅基亞於2002年逝世。他的第五次婚姻是在1985年與諾拉茲雅·易卜拉欣（Noraziah Ibrahim）結婚。阿沙哈里是37個孩子的父親。
他於2010年5月13日當地時間2時10分在怡保專科醫院宣告死亡，享年72歲。

## 哲學觀點
阿沙哈里的妻子哈迪雅寫的兩本書，包括他的傳記，都因為宗教理由被禁，包括聲稱阿沙哈里已被阿拉賦予超自然力量。